# Love Me Not
«Love Me Not» — песня американской певицы и автора песен Рэйвин Линэ, выпущенная 3 мая 2024 года в качестве ведущего сингла (вместе с песней «Love Is Blind») из её второго студийного альбома Bird’s Eye (2024). «Love Me Not» стала вирусной в приложении для обмена видео TikTok в конце 2024 года, после чего стала её прорывом и в июле 2025 года достигла 7-го места в Billboard Hot 100. За пределами США «Love Me Not» вошла в пятёрку лучших чартов Австралии, Ирландии, Новой Зеландии и Великобритании, а также в десятку лучших чартов Бельгии, Латвии, Литвы и Нидерландов.

## Композиция
Что касается стиля, «Love Me Not» описывают как R&B, «соул-рок», инди-рок, гранж и «ретро-поп».
В песне Рэйвин Линэ размышляет о своих романтических желаниях и о том, стоит ли вступать в отношения, которые в настоящее время нестабильны. Она исследует двойственность потребности в партнёре и одновременно желания быть независимой. В припеве Линэ поёт мечтательным вокалом под аккомпанемент барабанов: «О нет, ты мне не нужен, но я скучаю по тебе, иди сюда».

## Отзывы
Маркос Саноха из Under the Radar дал положительный отзыв, написав: «Это пронзительное исследование любви и её сложностей, в котором Линэ погружается в душевную боль и самопознание, а также в такие темы, как тоска и неуверенность. С точки зрения звучания, альбом сильно отличается от всего, что она выпускала ранее, но он работает идеально, представляя собой, возможно, лучшую R&B-песню года. Он весёлый и в то же время душераздирающий и близкий».

## Чарты

### Еженедельные чарты
| Чарт (2025)                                          | Высшая позиция |
| ---------------------------------------------------- | -------------- |
| Австралия (ARIA)                                     | 2              |
| Австралия (Hip Hop/R&B, ARIA)                        | 1              |
| Австрия (Ö3 Austria Top 40)                          | 6              |
| Бельгия/Фландрия (Ultratop 50)                       | 4              |
| Бельгия/Валлония (Ultratop 50)                       | 4              |
| Канада (Canadian Hot 100)                            | 12             |
| Канада (CHR/Top 40, Billboard)                       | 9              |
| Канада (Hot AC, Billboard)                           | 35             |
| СНГ (TopHit)                                         | 72             |
| Чехия (Singles Digitál Top 100)                      | 39             |
| Эстония (TopHit)                                     | 11             |
| Финляндия (Radiosoittolista Airplay)                 | 21             |
| Франция (SNEP)                                       | 44             |
| Германия (GfK)                                       | 12             |
| Мир (Global 200, Billboard)                          | 7              |
| Греция (IFPI)                                        | 24             |
| Венгрия (Single Top 40)                              | 38             |
| Исландия (Tónlistinn)                                | 27             |
| Ирландия (IRMA)                                      | 3              |
| Израиль (International Airplay, Media Forest)        | 8              |
| Латвия (Airplay, LaIPA)                              | 7              |
| Латвия (Streaming, LaIPA)                            | 6              |
| Литва (AGATA)                                        | 6              |
| Литва (TopHit)                                       | 14             |
| Люксембург (Billboard)                               | 5              |
| Малайзия (Billboard Malaysia Songs)                  | 20             |
| Малайзия (RIM)                                       | 13             |
| Нидерланды (Dutch Top 40)                            | 7              |
| Нидерланды (Single Top 100)                          | 9              |
| Новая Зеландия (Recorded Music NZ)                   | 2              |
| Нигерия (TurnTable Top 100)                          | 85             |
| Норвегия (IFPI Norge)                                | 14             |
| Филиппины (Philippines Hot 100)                      | 31             |
| Польша (Polish Airplay Top 100)                      | 16             |
| Польша (Polish Streaming Top 100)                    | 31             |
| Португалия (AFP)                                     | 48             |
| Сингапур (RIAS)                                      | 11             |
| Словакия (Singles Digitál Top 100)                   | 46             |
| ЮАР (TOSAC)                                          | 41             |
| Швеция (Sverigetopplistan)                           | 18             |
| Швейцария (Schweizer Hitparade)                      | 6              |
| Турция (International Airplay, Radiomonitor Türkiye) | 10             |
| ОАЭ (IFPI)                                           | 15             |
| Великобритания (OCC UK Singles)                      | 2              |
| США Billboard Hot 100                                | 6              |
| США Adult Pop Airplay (Billboard)                    | 12             |
| США Pop Airplay (Billboard)                          | 3              |
| США Rhythmic (Billboard)                             | 9              |

## Сертификации
| Регион                                                                      | Сертификация | Продажи |
| --------------------------------------------------------------------------- | ------------ | ------- |
| Австралия (ARIA)                                                            | Платиновый   | 70 000  |
| Австрия (IFPI Austria)                                                      | Золотой      | 15 000  |
| Канада (Music Canada)                                                       | Платиновый   | 80 000  |
| Франция (SNEP)                                                              | Золотой      | 100 000 |
| Новая Зеландия (RMNZ)                                                       | Платиновый   | 30 000  |
| Португалия (AFP)                                                            | Золотой      | 5000    |
| Великобритания (BPI)                                                        | Платиновый   | 600 000 |
| Данные о продажах + прослушиваниях приведены только на основе сертификации. |              |         |